# Giscó (fill d'Hamílcar Magó)
Giscó (en púnic: 𐤂𐤓𐤎𐤊𐤍 grskn; en grec antic: Γίσκων, llatí: Gisco) va ser un membre de la família dels magònides, fill d'Hamílcar Magó.
Juntament amb els seus germans i cosins va expandir el poder cartaginès al nord d'Àfrica fent la guerra contra els maurusis, númides i libis, fins que la reacció aristocràtica de cap al 470 aC va posar fi a aquestes ambicions expansionistes i Giscó va ser destituït. Diodor de Sicília diu que, «a causa de la derrota del seu pare» a la batalla d'Hímera (480 aC), Giscó es va haver d'exiliar a Selinunt, on va morir cap a mitjans del segle v aC.
Giscó va tenir un fill, Hanníbal Magó, que va dirigir la segona expedició a Sicília el 409 aC durant la Guerra de Sicília.